# Arthothelium lirellans
Arthothelium lirellans är en lavart som först beskrevs av Sigfrid Oskar Immanuel Almquist, och fick sitt nu gällande namn av Coppins. Arthothelium lirellans ingår i släktet Arthothelium och familjen Arthoniaceae.   Inga underarter finns listade i Catalogue of Life.